# 水道穴
水道穴是属于足陽明胃經的腧穴。

## 定位
臍中直下3寸（關元穴），旁開2寸。或天樞穴直下3寸。

## 主治
小腹脹滿、腹痛、痛經、小便不利等。

## 操作
直刺0.8～1.2寸；可灸。